# Konni (chien)
Konni (russe : Конни) ; 1999–2014), aussi connue sous le nom de Connie Paulgrave (russe : Конни Леод Полгрейв, est une femelle Labrador Retriever noire appartenant à Vladimir Poutine. Elle est souvent à ses côtés, y compris lors de rencontres avec divers dirigeants mondiaux en visite en Russie.

## Jeunesse
Konni, un Labrador Retriever noir dont le nom complet est Connie Paulgrave, naît en 1999. Selon l’écrivain Steven Lee Myers, « elle est dite descendante d’un labrador autrefois possédé par Leonid Brejnev ». Elle est aussi destinée à être dressée comme chien de sauvetage au Ministère des Situations d'urgence près de Noginsk, où en 2000, elle est offerte à Vladimir Poutine par Sergueï Choïgou.
Poutine lui apprend « cinq ordres de base : couché, au pied, assis, va, et aboie ». Elle devient son animal préféré, servant de ce que Poutine décrit comme une consultante lors de ses « mauvaises humeurs ». En 2003, l’équipe de sécurité de Poutine empêche Konni de le suivre dans une réunion avec des journalistes, ce qui la pousse à aboyer bruyamment et refuser plusieurs ordres de Poutine au fur et à mesure de la réunion.
Peu avant les élections législatives russes de 2003, Konni met bas huit chiots, tous donnés par la suite.

## Affaires étrangères

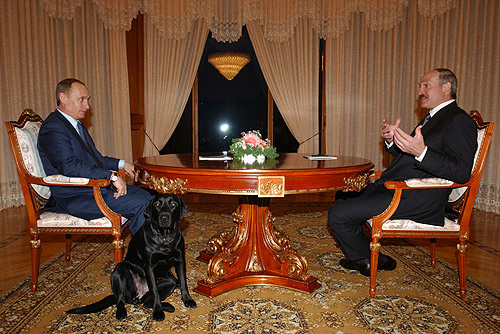
Konni avec Poutine et Alexandre Loukachenko, 2003
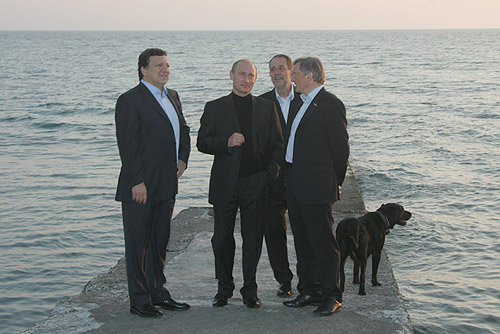
Konni avec José Manuel Barroso, Vladimir Poutine, Javier Solana et Wolfgang Schüssel, 2006
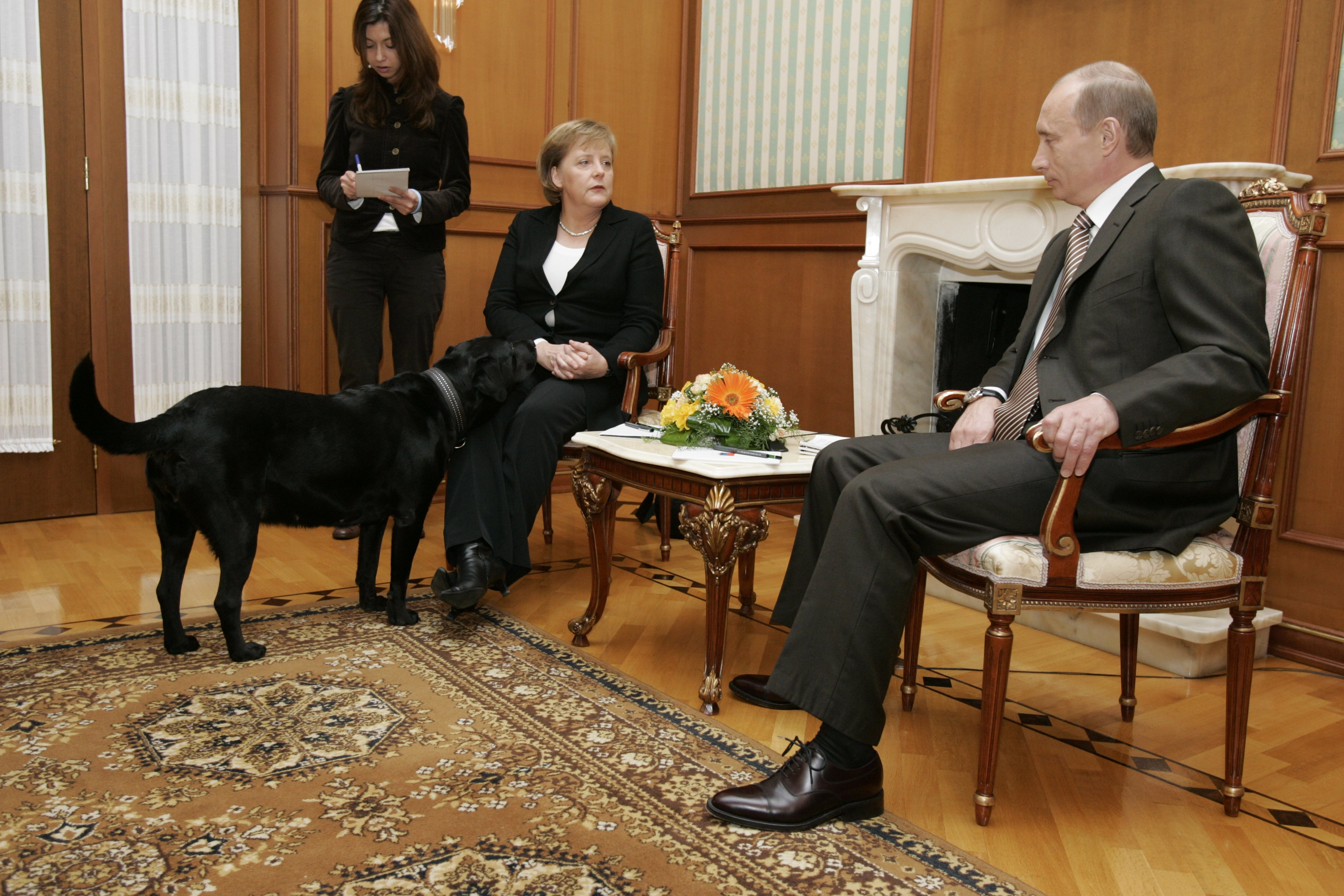
Konni avec Angela Merkel et Poutine, 2007

Le président américain George W. Bush se remémore sa visite de 2006 à Novo-Ogaryovo, où Konni traverse la pelouse et Poutine la décrit comme « plus grande, plus coriace, plus forte, plus rapide, plus méchante — que Barney ». Alors que les conseillers de Bush pensent que la remarque est humoristique, Bush raconte ensuite l’histoire au Premier ministre canadien Stephen Harper, qui répond : « Tu as de la chance qu’il t’ait seulement montré son chien ». Ian Davis de The Guardian interprète la remarque comme un mépris de Poutine envers Barney.
En 2007, la chancelière allemande Angela Merkel tient des discussions bilatérales avec Poutine, accompagnées de Konni, à Botcharov Routcheï, sa résidence de vacances à Sotchi. Tout au long des discussions, Konni reste proche de Poutine et Merkel, qui est réputée avoir peur des chiens. Poutine dit à Merkel : « J’espère que le chien ne vous effraie pas. » Cependant, elle semble troublée par Konni. Plus tard, Poutine nie avoir utilisé sa chienne pour intimider Merkel, tandis que Merkel déclare au sujet du comportement de Poutine : « Je comprends pourquoi il doit faire cela — pour prouver qu’il est un homme… Il a peur de sa propre faiblesse. La Russie n’a rien, ni politique réussie ni économie. Tout ce qu’ils ont, c’est cela », en parlant de Konni. Dans une interview deux ans plus tôt, Merkel décrit la situation différemment : « Je ne croyais pas à l’époque qu’il voulait m’intimider volontairement », interprétant plutôt le geste comme une tentative de lui faire plaisir en raison de son amour des animaux.

## Vie ultérieure et héritage
En 2008, Konni est utilisée pour tester un collier pour animal équipé de GLONASS, qu’elle trouve irritant à porter. Elle est également perçue sur un ton humoristique par certains commentateurs comme la possible successeure de Poutine à la présidence lors de l’élection présidentielle russe de 2008, en raison de ses apparitions fréquentes à ses côtés. Konni meurt six ans plus tard.
Konni est perçue comme intimidante par certains lors des rencontres entre Poutine et divers dirigeants mondiaux, tandis que d’autres la considèrent comme un « accessoire humanisant » lors de ces événements.
Konni est représentée dans Connie's Stories, un livre de 60 pages écrit en anglais par Irina Borisova et publié par Detskaïa literatoura. Le livre raconte la vie et les aventures de Connie, un labrador noir, révélé à la fin comme étant le chien de Poutine. Elle est également représentée dans la publication Ogoniok dans une série satirique de bandes dessinées, en tant que conseillère de Poutine sur les relations étrangères de la Russie.